# LDN (bài hát)
"LDN" (cách viết tắt thường gặp của "London") là một đĩa đơn của nữ ca sĩ-nhạc sĩ người Anh Lily Allen đã được phát hành ở Anh ngày 25 tháng 9 năm 2006. Ca khúc được viết bởi Allen và Future Cut. Lần phát hành gốc của đĩa đơn này ở Anh chỉ được tung ra với số lượng rất ít (500 bản), ngày 24 tháng 4 năm 2006, cùng ca khúc "Knock 'Em Out". Ca khúc này đã phát hành lại vào tháng 9 sau thành công rực rỡ của đĩa đơn đầu tay "Smile". Lần phát hành lại này giúp "LDN" đạt đến #6 trên UK Singles Chart. Bài hát đã được sử dụng trong soundtrack của bộ phim The Nanny Diaries và trong trailer và phim Happy-Go-Lucky. Nó cũng nằm ở vị trí 30 trên danh sách 100 ca khúc hay nhất năm 2007 của Rolling Stone. Allen nói rằng cảm hứng cho bài hát là bài thơ "Composed upon Westminster Bridge, 3 tháng 9 năm 1802" của William Wordsworth.

## Thông tin
Hãng Regal Recordings cho Allen £25.000 năm 2005 khi cô ký hợp đồng với hãng, nhưng số tiền này quá ít để để thực hiện một album; lý do được đưa ra là hãng đang phải lo sắp xếp cho những phát hành của các nghệ sĩ khác. Theo lời khuyên của Lady Sovereign, Allen đã tạo một tài khoản trên MySpace và bắt đầu đăng demo của các bài hát vào tháng 11 năm 2005. Đến tháng 3 năm 2006, chúng đã gây ấn tượng cho hàng nghìn người nghe, và 500 đĩa đơn 7" vinyl của một trong các demo, có tên "LDN", đã được phát hành. Đây là đĩa đơn không chính thức đầu tiên trong sự nghiệp của Allen. Allen cũng đã sản xuất hai mixtape để quảng cáo cho công việc của mình. Đến khi đã có hàng chục nghìn bạn bè trên MySpace, Allen bắt đầu được The Observer Music Monthly để ý.
Hãng Regal không hài lòng với những bản demo nên họ bắt đầu cho Allen làm việc với những nhà sản xuất và viết nhạc nổi tiếng nhất, và sau đó, cuối cùng họ đã chấp nhận một số bài hát và tin tưởng vào album của cô. Trong số những ca khúc đó, Allen khẳng định rằng "LDN" là ca khúc cô cảm thấy tâm đắc nhất.

## Sáng tác
"LDN" là một bài hát ska, được sáng tác ở giọng Fa trưởng và nhịp 2/2, tempo 100 nhịp/phút. Trong bài hát có dùng ghi-ta chuỗi hợp âm chủ-át, và một đoạn nhạc trong bản "Reggae Meringue" thể hiện bởi Tommy McCook và the Supersonics (được viết dựa trên "Cógeme la caña" của Nestor Monte).

## Video âm nhạc
Có hai phiên bản video âm nhạc cho "LDN", cái đầu tiên được thực hiện với chi phí thấp để quảng cáo cho lần phát hành 7" gốc và phiên bản thứ hai để quảng cáo cho lần phát hành lại.

## Danh sách bài hát và định dạng
| - Đĩa đơn CD 1. "LDN" – 3:13 2. "Nan You're A Window Shopper" – 2:59 - Đĩa đơn Maxi 1. "LDN" – 3:13 2. "Naïve" – 3:46 3. "LDN" (Warbox Original Cut Dub) – 3:55 4. "LDN" (video âm nhạc) – 3:53 - EP iTunes Mỹ 1. "LDN" (Acoustic) [Trực tiếp tại Bush Hall] – 3:17 2. "LDN" (Wookie Remix) – 2:59 3. "LDN" (Crack W***e Riddim) – 3:15 4. "LDN" (Switch Remix) – 4:02 5. "LDN" (Warbox Cut Dub) – 3:55 | - 7" Limited Edition Vinyl 1. "LDN" – 3:13 2. "Knock 'Em Out" – 2:54 - 7" Vinyl 1. "LDN" – 3:13 2. "Nan You're A Window Shopper" – 2:59 - 12" Vinyl 1. Mặt A: "LDN" (Warbox Original Cut Dub) – 3:55 2. Mặt B: "LDN" (Wookie Remix) – 2:59 |

## Xếp hạng
| Bảng xếp hạng (2006/2007) | Vị trí cao nhất |
| ------------------------- | --------------- |
| Australian Singles Chart  | 39              |
| Irish Singles Chart       | 21              |
| New Zealand Singles Chart | 23              |
| Swiss Singles Chart       | 88              |
| UK Singles Chart          | 6               |

| Quốc gia         | Chứng nhận | Doanh số |
| ---------------- | ---------- | -------- |
| UK Singles Chart | —          | 70.000   |